# Juan David Ochoa Vásquez
Juan David Ochoa Vásquez (1946 – 25 luglio 2013) è stato un criminale colombiano, tra i fondatori del Cartello di Medellín, uno dei maggiori cartelli del narcotraffico con sede nella città di Medellín.

## Biografia
Juan David fu il fratello maggiore di Jorge Luis e Fabio Ochoa Vásquez, figure di spicco del Cartello di Medellín.
Nel 1991, Juan David Ochoa Vásquez, assieme al fratello Jorge Luis, si rivolge al Governo colombiano per ricevere i benefici derivanti dalla collaborazione con il sistema giuridico. Juan David Ochoa negoziò la resa e fu imprigionato in un carcere di media sicurezza fuori Medellín. Nel gennaio del 1996, grazie ad una sentenza di plea bargain (una procedura simile al patteggiamento nel sistema giuridico italiano), Juan David Ochoa Vásquez fu rilasciato dopo 5 anni di detenzione.

## Morte
Il 25 luglio 2013, Juan David Ochoa Vásquez morì a causa di un attacco cardiaco.